# Ariclenes da Silva Ferreira
Ariclenes da Silva Ferreira (Fortaleza, 11 december 1985) - alias Ari - is een voormalig Braziliaans-Russisch voetballer die bij voorkeur als aanvaller speelt. Hij verruilde in augustus 2013 Spartak Moskou voor FK Krasnodar. In februari 2017 werd hij verhuurd aan Lokomotiv Moskou.

## Clubvoetbal

### Kalmar FF
In het voorjaar van 2006 kwam de spits over van Fortaleza Esporte Clube. Tijdens zijn debuutseizoen in de Allsvenskan kroonde Ari zich tot Zweeds topschutter door 15 maal te scoren in 23 wedstrijden. Ondanks zijn contract tot 2009, stond de Braziliaan in de belangstelling van diverse Europese topclubs. Op 28 mei 2007 tekende Ari een contract bij AZ, dat hem tot 2012 aan deze club verbindt.

### AZ
In Alkmaar wordt Ari opgenomen in de selectie van trainer Louis van Gaal. Tijdens zijn debuut in de competitiewedstrijd tegen VVV-Venlo wist hij AZ tweemaal te scoren en een belangrijke assist te geven, zodat AZ 4-0 zou winnen. Ook in de oefenwedstrijd tegen Internazionale (4-2 winst) in de voorbereiding liet Ari zich niet imponeren door Marco Materazzi en wist op te vallen door zijn bedrijvigheid, durf en een mooie treffer. Toch loopt het seizoen 2007/2008 bij AZ niet naar verwachting. Gedurende het seizoen komt vooral de aanvalslinie moeizaam tot scoren en ontbreekt het aan veel geluk. Vooral Ari en Pellè worden bekritiseerd wegens hun lage doelpuntenproductie en de positie van de trainer staat onder druk. Hoewel Ari 9 doelpunten scoort in 29 wedstrijden, is het niet meer zelfsprekend dat hij wekelijks in de basis staat.
In de voorbereidingen voor het seizoen 2008/2009 begint Ari sterk met acht doelpunten in zes oefenduels. Ondanks deze statistieken besluit Van Gaal het seizoen vooral te starten met Mounir El Hamdaoui en Mousa Dembélé in het basiselftal. Als een aantal voorhoedespelers geblesseerd raken, grijpt Ari zijn kansen. In november 2008 begint Ari aan een sterke reeks, waarin hij doelpunten maakt tegen FC Twente (3-0 winst), FC Groningen (2-0 winst), Vitesse (1-1 gelijk) en een prachtig doelpunt door middel van een hakbal tegen AFC Ajax (2-0 winst). Met een gemiddelde van negen doelpunten in 10 competitiewedstrijden wist hij een goede indruk achter te laten bij het publiek en de trainer.
In het seizoen 2009/10 kwam Ari onder de nieuwe trainer Ronald Koeman niet aan spelen toe. Diverse clubs toonden belangstelling voor de bankzitter, maar na het ontslag van Koeman op 5 december 2009 en zag de Braziliaan nieuwe kansen onder diens opvolger Dick Advocaat. De Alkmaarse voetbalclub werd echter geplaagd met financiële problemen, waardoor de club genoodzaakt werd een aantal spelers te verkopen. Ari mocht bovendien vertrekken, omdat Advocaat met Pellè, Jeremain Lens en Jonathas over voldoende alternatieven voor de spitspositie beschikte.
Tijdens zijn periode met AZ scoorde Ari 18 keer in 56 competitiewedstrijden en pakte hij met de Alkmaarse club de landstitel en de Johan Cruijff Schaal in 2009.

### Rusland
Op 31 januari 2010 vertrok Ari naar Rusland om daar te gaan spelen voor Spartak Moskou. Naar verluidt zou er 5 miljoen euro betaald zijn voor de aanvaller. In 2013 ging Ari voor FK Krasnodar. In februari 2017 werd hij tot het einde van het seizoen 2016/17 verhuurd aan Lokomotiv Moskou. Ari keerde daarna terug naar FK Krasnodar. Hier bleef hij tot 2021 spelen. Daarna vertrok hij naar FC Atlético Cearense in Brazilië. Hier sloot hij in 2022 zijn carrière af.

## Interlands

### Brazilië –23
Ari kwam meerdere malen uit voor Brazilië onder de 21 jaar, kortweg Jong Brazilië, maar wist in 2005 geen deel uit te maken van de uiteindelijke selectie van bondscoach René Weber om mee te gaan naar het WK onder 20 jaar in Nederland.

### Brazilië
In 2006 werd bekendgemaakt dat Ari door de Braziliaanse bondscoach Dunga werd opgeroepen voor de selectie van het Braziliaans elftal. De Goddelijke Kanaries waren op trainingskamp in Zweden en hadden een aantal extra spelers nodig om een partijvorm te kunnen spelen. Dankzij zijn sterke periode in de Zweedse Allsvenskan behoorde Ari tot de gelukkigen. De spits kwam desondanks niet in actie voor zijn land. Wel mocht Ari in 2006 en 2007 diverse malen meetrainen met de Seleção.

### Rusland
Medio 2018 verkreeg Ari een Russisch paspoort en hij gaf aan ook voor het Russisch voetbalelftal te willen uitkomen.
Op 15 november 2018 debuteerde Ari in een oefeninterland tegen Duitsland in de Russische nationale ploeg.
| Interlands van Ari          | Interlands van Ari          | Interlands van Ari          | Interlands van Ari          | Interlands van Ari          | Interlands van Ari          |
| №                           | Datum                       | Wedstrijd                   | Uitslag                     | Soort Wedstrijd             | Doelpunten                  |
| Als speler bij FK Krasnodar | Als speler bij FK Krasnodar | Als speler bij FK Krasnodar | Als speler bij FK Krasnodar | Als speler bij FK Krasnodar | Als speler bij FK Krasnodar |
| --------------------------- | --------------------------- | --------------------------- | --------------------------- | --------------------------- | --------------------------- |
| 1.                          | 15 november 2018            | Duitsland – Rusland         | 3 – 0                       | Vriendschappelijk           | 0                           |
| 2.                          | 20 november 2018            | Zweden – Rusland            | 2 – 0                       | Nations League              | 0                           |

## Statistieken
| Seizoen                       | Club                          | Land                          | Competitie                    | Wed. | Goals |
| ----------------------------- | ----------------------------- | ----------------------------- | ----------------------------- | ---- | ----- |
| 2005/06                       | Fortaleza EC                  | Brazilië                      | Série B                       | 3    | 0     |
| 2006                          | Kalmar FF                     | Zweden                        | Allsvenskan                   | 23   | 15    |
| 2007                          | Kalmar FF                     | Zweden                        | Allsvenskan                   | 12   | 3     |
| 2007/08                       | AZ                            | Nederland                     | Eredivisie                    | 29   | 9     |
| 2008/09                       | AZ                            | Nederland                     | Eredivisie                    | 20   | 9     |
| 2009/10                       | AZ                            | Nederland                     | Eredivisie                    | 7    | 0     |
| 2010                          | Spartak Moskou                | Rusland                       | Premjer-Liga                  | 24   | 7     |
| 2011/12                       | Spartak Moskou                | Rusland                       | Premjer-Liga                  | 38   | 10    |
| 2012/13                       | Spartak Moskou                | Rusland                       | Premjer-Liga                  | 27   | 4     |
| 2013/14                       | FK Krasnodar                  | Rusland                       | Premjer-Liga                  | 18   | 6     |
| 2014/15                       | FK Krasnodar                  | Rusland                       | Premjer-Liga                  | 26   | 7     |
| 2015/16                       | FK Krasnodar                  | Rusland                       | Premjer-Liga                  | 21   | 5     |
| 2016/17                       | FK Krasnodar                  | Rusland                       | Premjer-Liga                  | 11   | 4     |
| 2016/17                       | → Lokomotiv Moskou            | Rusland                       | Premjer-Liga                  | 9    | 6     |
| 2017/18                       | → Lokomotiv Moskou            | Rusland                       | Premjer-Liga                  | 8    | 1     |
| 2018/19                       | FK Krasnodar                  | Rusland                       | Premjer-Liga                  | 16   | 8     |
| 2019/20                       | FK Krasnodar                  | Rusland                       | Premjer-Liga                  | 18   | 6     |
| 2020/21                       | FK Krasnodar                  | Rusland                       | Premjer-Liga                  | 9    | 2     |
| 2021/22                       | FC Atlético Cearense          | Brazilië                      | Campeonato Brasileiro Série C | 12   | 0     |
| 2022/23                       | FC Atlético Cearense          | Brazilië                      | Campeonato Brasileiro Série D | 15   | 3     |
| 2023/24                       | FC Atlético Cearense          | Brazilië                      | Campeonato Brasileiro Série D | 1    | 0     |
| Bijgewerkt op 27 januari 2024 | Bijgewerkt op 27 januari 2024 | Bijgewerkt op 27 januari 2024 | Totaal                        | 347  | 105   |

## Erelijst
- Campeonato Cearense: 2005 (Fortaleza)
- Topscorer Zweden: 2006 (Kalmar FF)
- Kampioen van Nederland: 2009 (AZ)
- Johan Cruijff Schaal: 2009 (AZ)